# Les Cartes vivantes
Les Cartes vivantes je francouzský němý film z roku 1904. Režisérem je Georges Méliès (1861–1938). Film trvá zhruba 3 minuty.

## Děj
Film zachycuje kouzelníka, jak předvádí své kouzelnické triky s hracími kartami.